# Gorra
Gorra è una frazione del comune italiano di Finale Ligure, in provincia di Savona. È situata nell'entroterra finalese a 6,11 chilometri dal capoluogo.

## Storia

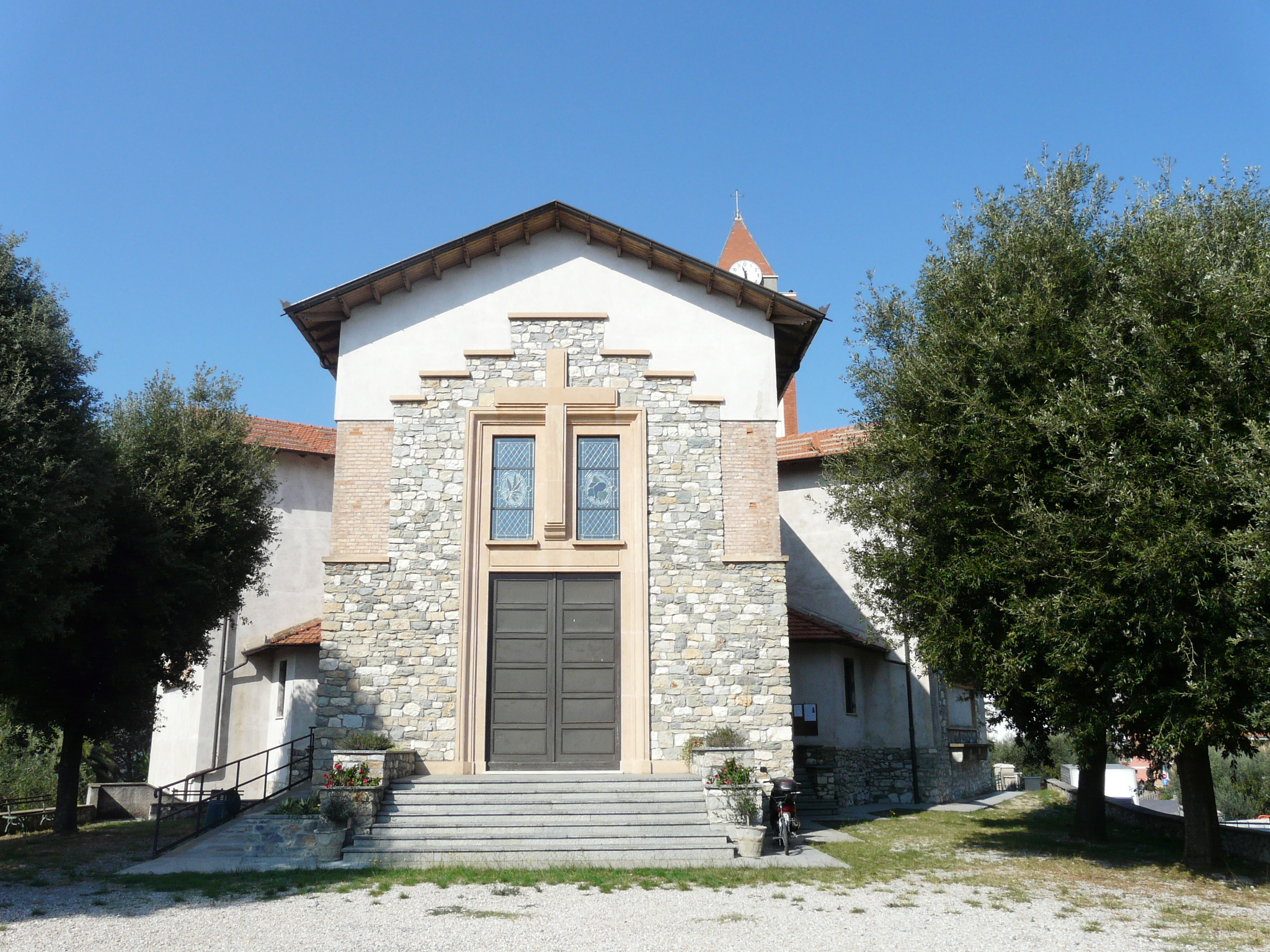
La chiesa di San Bartolomeo

Fino alla metà dell'Ottocento, insieme alla frazione di Olle, costituiva un comune autonomo in seguito aggregato al Comune di Finalborgo; anche quest'ultimo verrà sciolto per costituire, nel 1927, l'odierno Comune di Finale Ligure.
Nell'abitato vivono circa 600 persone. L'economia è prevalentemente legata all'attività agricola e al turismo. La frazione è circondata da ulivi, vigne e coltivazioni di verde ornamentale.
In questo paese è stata fondata e ha avuto sede l'Associazione Felina Italiana.

## Edifici notevoli
Il più importante monumento del paese è il campanile trecentesco della sconsacrata chiesa di San Bartolomeo. Pregevole anche il porticato di origine medioevale situato nella piazza centrale di San Bartolomeo; di interesse storico è anche la medioevale Torre di Bastia, edificata dai marchesi Del Carretto.